# Constantin Film-Holding

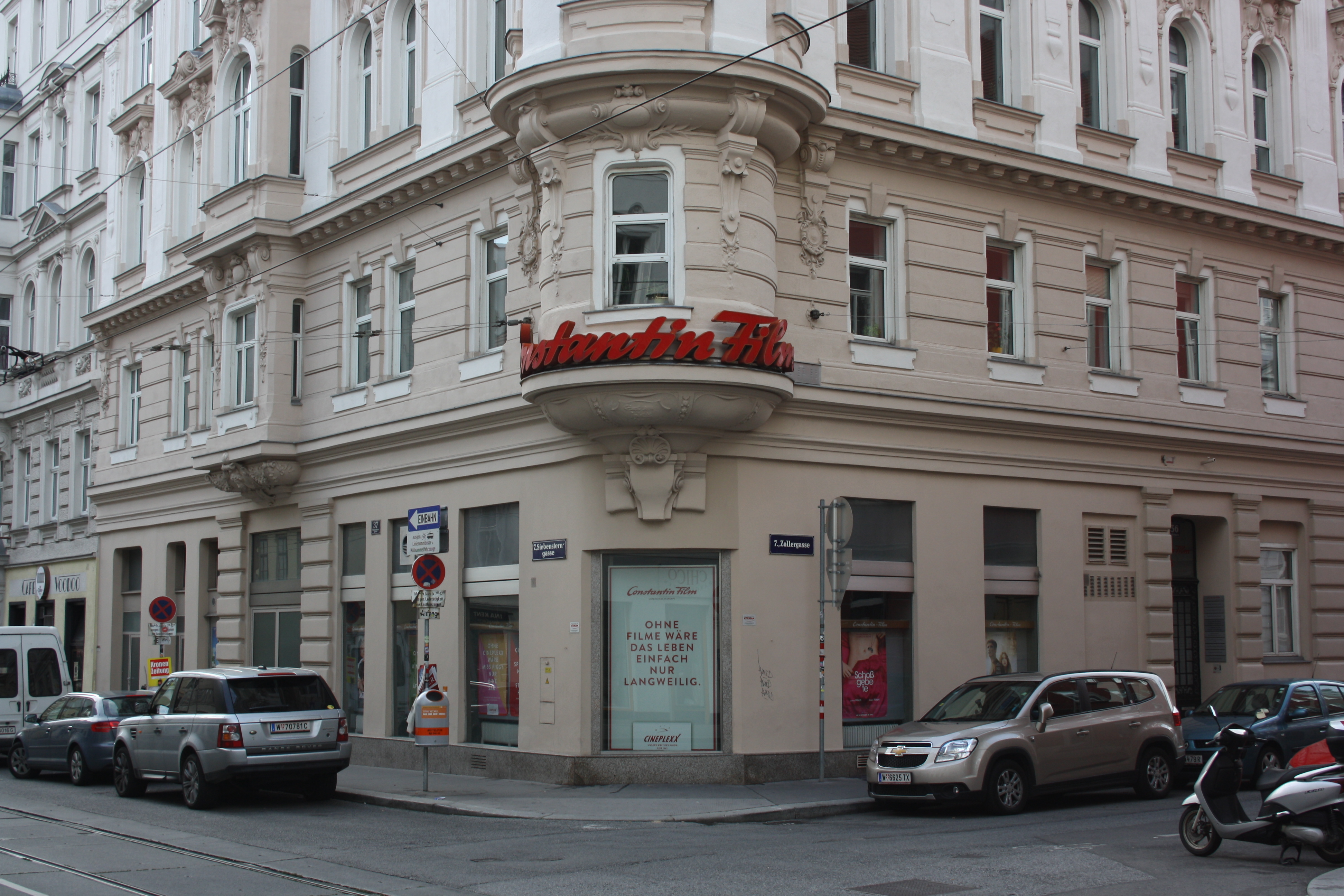
Sitz der Constantin Film-Holding in Wien

Die Constantin Film-Holding GmbH war eine Tochtergesellschaft des deutschen Filmverleihers Constantin Film und gehört seit 2002 einer österreichischen Privatstiftung. Die Constantin Film-Holding ist Österreichs größter Kinobetreiber und der größte österreichische Filmverleih. Ihr gehört unter anderem die einzige österreichweit vertretene Kinokette Cineplexx. Die Constantin Film-Holding beschäftigte 2007 nach eigenen Angaben rund 800 Mitarbeiter und erwirtschaftete 80 Millionen Euro Umsatz.

## Geschichte
1951 gründete die Constantin Film die Österreich-Tochter Constantin Film-Holding GmbH. 1992 kaufte die Kirch-Gruppe 76,67 Prozent der Anteile – weitere Anteile erwarb die Langhammer Privatstiftung. 1992 gründete die Constantin-Holding gemeinsam mit dem damaligen österreichischen Marktführer am Kino-Markt, der Wiener Kiba, die gemeinsame Kinoerrichtungs- und -betriebsgesellschaft Cineinvest. 1993 folgte die Gründung der Cineplexx Kinobetriebe GmbH als Betreibergesellschaft der Cineplexx-Multiplex-Kinos, die seither von der Cineinvest errichtet wurden. Diese machte auch aus dem Apollo Kino im Dezember 1993 Wiens zweites und bis dahin größtes Multiplex-Kino und begann zudem mit dem Aufbau der Cineplexx-Kette.
1999 wurde die Kiba privatisiert und die Anteile an der Cineinvest, also am Apollo-, Gartenbau- und anderen Kinos in Wien und an der Cineplexx-Kette, gingen an die Constantin-Holding.
Im März 2001 übernimmt Constantin das 1999 vom Loews-Konzern eröffnete Multiplex-Kino in Auhof und im Dezember 2002 das Kino in den Vienna Twin Towers von der deutschen Cinestar-Gruppe. 2004 übernimmt Constantin auch das 1999 eröffnete Multiplex-Kino im Donauzentrum.
2002 verkaufte die Kirch-Gruppe seine Anteile an die Langhammer Privatstiftung, die danach 98,42 Prozent der Anteile besaß. Zu diesem Zeitpunkt betrieb die Constantin Film Holding 128 Kinos – darunter die Cineplexx-Kette – und programmierte weitere 73 Privatkinos. Der Marktanteil wurde auf rund 37 Prozent geschätzt – auch im Filmverleih ist der Markteinteil hoch. 2002 wurde die auch als Filmverleiher dominant auftretende Constantin Film Holding von konkurrierenden Kinobetreibern des Lieferboykotts, der Vorgabe diskriminierender und einschränkender Konditionen sowie der Verrechnung branchenunüblicher und überhöhter Leihmieten „teilweise unter Erzeugung entsprechenden Drucks“ wie „Androhung von Lieferboykott, kurzfristige Konditionenbekanntgabe“ beschuldigt und Klage eingereicht. Das Kartellgericht Wien schloss das Verfahren 2005 mit der Verhängung einer Geldstrafe von 150.000 Euro über die Constantin Film ab. Das Urteil, welches „systematisch fortgesetzte Missbrauchhandlungen als Teil einer gezielten Unternehmensstrategie“ bei Constantin Film feststellte, wurde im Sommer 2006 in zweiter und letzter Instanz bestätigt. Entgegen den Wünschen der klagenden Parteien „Hueber“ (Kinokette Hollywood Megaplex), „Cinestar“ und „City Cinemas“ musste Constantin seine Kinobesitze jedoch nicht abgeben.
2002 erwirtschaftete die Constantin Film-Holding bei einem Umsatz von 73 Millionen Euro einen Gewinn von rund 6 Millionen Euro. Der Gewinn sank 2003 bei einem Umsatz von 64 Mio. Euro auf 0,2 Mio. Euro. 2004 betrug der Umsatz rund 80 Mio. Euro, der Gewinn 3 Mio. Euro. Zuletzt wurde für 2007 ein Umsatz von 80 Millionen Euro angegeben.
Derzeit verfügt die Gesellschaft über drei Gesellschafter: die Langhammer Privatstiftung (89,20 %), die LCP Management- und Beteiligungsgesellschaft m.b.H. (9,37 %) sowie Christian Langhammer (1,43 %).

## Kinos und Verleihprogramm
Die Constantin Film-Holding verfügt mit der Cineplexx-Kette über 20 Multiplex-Kinocenter. Über ein der Cineplexx angeschlossenes Unternehmen werden weitere 10 Kinos betrieben. Darüber hinaus programmiert Constantin Österreich etwa 80 weitere Kinos in Fremdbesitz.
Das Verleihprogramm der Constantin Film-Holding umfasst vorwiegend US-amerikanische und deutsche kommerziell ausgerichtete Filmproduktionen. Die Constantin Film-Holding gehört umgeben von den großen US-amerikanischen Major-Verleihen Disney, UPI, Warner Bros., Sony Pictures zu den fünf großen Filmverleihen in Österreich.